# Overlijdensakte
Een overlijdensakte of akte van overlijden is een akte waarin het overleden zijn van een persoon wettig is vastgelegd.

## Nederlandse situatie
Als iemand is overleden aan een natuurlijke doodsoorzaak, dan wordt door een behandelend arts of door een gemeentelijk lijkschouwer een verklaring van overlijden afgegeven. Iedereen die op de hoogte is van een overlijden mag hiervan aangifte doen op het gemeentehuis. Meestal is dit de uitvaartverzorger. Voor het doen van aangifte van een overlijden heeft u de volgende documenten nodig:
– Een verklaring van de huisarts m.b.t. het overlijden
– De verklaring van de oorzaak van overlijden (B-enveloppe)
– Een geldig Paspoort of rijbewijs 
Bij het doen van aangifte wordt de overlijdensverklaring ingeleverd. Dat gebeurt door een ambtenaar van de burgerlijke stand van de gemeente waar het overlijden heeft plaatsgevonden.
In de overlijdensakte staan onder andere vermeld de naam en het adres van de overleden persoon, diens geboorteplaats, de plaats, de datum van overlijden en de gegevens van de aangever van het overlijden. Indien er sprake is van een natuurlijke dood wordt men geacht binnen vijf werkdagen ervan aangifte te doen bij de gemeente. Hieraan zijn geen kosten verbonden, maar het kan zijn dat voor het verkrijgen van een afschrift van de akte van overlijden zelf wel kosten in rekening worden gebracht. De ambtenaar zal ook een 'verlof tot begraven of crematie' afgeven, waarmee een uitvaart wordt toegestaan. Is er sprake van een niet-natuurlijke doodsoorzaak dan wordt deze pas afgegeven na vrijgave door de officier van justitie, die daartoe een 'verklaring van geen bezwaar' naar de gemeente stuurt.
De ambtenaar van de burgerlijke stand geeft deze gegevens vervolgens door aan:
- de gemeentelijke basisadministratie waar de overledene staat ingeschreven
- de belastingdienst, afdeling Registratie en Successie met opgaaf van het correspondentieadres van de nabestaanden
- de Provinciale Entadministratie (in het geval van overlijden van kinderen)

Als een overlijdensakte meer dan 50 jaar geleden is opgemaakt dan wordt deze overgedragen naar het gemeentearchief.

### Afschrift
Een afschrift of uittreksel van een overlijdensakte is een schriftelijk bewijs van het overlijden van een persoon en de inschrijving hiervan bij de burgerlijke stand.
Een uittreksel of afschrift van een overlijdensakte kan nodig zijn voor het openen van een testament, voor het aanvragen van het pensioen voor de nabestaande huwelijkspartner of om bijvoorbeeld financiële belangen van de overledene af te handelen. Ook de partner van de overledene die een nieuw huwelijk of geregistreerd partnerschap wil aangaan heeft een afschrift van de overlijdensakte nodig.